# Theodor Koller (Biologe)

Theodor Koller (1997)

Theodor Rudolf Koller (* 23. März 1936 in Zürich; † 23. Januar 2023; heimatberechtigt in Zürich) war ein Schweizer Zellbiologe und Professor an der ETH Zürich.

## Leben
Theodor Koller studierte von 1955 bis 1961 an der Universität Basel Medizin bis zum Doktorat. Von 1959 bis 1963 arbeitete er am Physiologischen Institut der Universität Basel auf dem Gebiet der tierischen und menschlichen Physiologie. Im Anschluss an elektrophysiologische Arbeiten über den Gesichtssinn beschäftigte er sich mit dem Problem des Schlafes, vor allem mit der Erhaltung des Schlafes durch Faktoren der Körperflüssigkeiten. Von Herbst 1964 bis 1964 folgte ein Nationalfonds-Stipendiat im Institut de Recherches Scientifiques sur le Cancer (CNRS) in Villejuif, wo er sich in die Zellenlehre und Elektronenmikroskopie einarbeitete. Von 1965 bis 1967 war er wissenschaftlicher Assistent an der Basler Frauenklinik, wo er an einem Projekt zur Rekonstruktion einer künstlichen Plazenta arbeitete. Am Department of Biophysics der Johns Hopkins University in Baltimore beschäftigte er sich von 1967 bis 1969 mit dem Problem der Strukturanalyse von Biomakromolekülen mit direkter Abbildung im Elektronenmikroskop.
Seit Herbst 1969 leitete er an der ETH Zürich als Oberassistent die Arbeitsgruppe für hochauflösende Elektronenmikroskopie. 1974 wurde Koller zum ordentlichen Professor für Zellbiologie an der ETH Zürich ernannt. Von 1982 bis 1986 war er Vorsteher der Abteilung X, Naturwissenschaften. Er gehört zu den Gründungsmitgliedern von Abteilung und Departement Umweltnaturwissenschaften, dessen erster Vorsteher er von 1990 bis 1992 war. Im Jahr 1995 beschloss der ETH-Rat die Umbenennung seiner Professur. Bis zu seiner Emeritierung im Jahr 2001 war Koller ordentlicher Professor für Umwelthygiene am Institut für Hygiene und Arbeitsphysiologie und leitete zwischen 1996 und 2001 den Fachbereich Umwelthygiene der ETH Zürich.

## Forschung
Koller beschäftigte sich im Rahmen der Umwelthygiene mit den Auswirkungen der durch anthropogene Prozesse veränderten Umwelt auf den Menschen, den Belastungen, Belästigungen und Gefahrenpotentialen sowie mit den Reaktionsweisen des Menschen auf diese Stressoren.
Nach der Diskussion über das Waldsterben in den frühen 1980er-Jahren und ganz besonders der Nuklearkatastrophe von Tschernobyl sowie dem Chemieunfall Schweizerhalle in Basel, beide 1986, beauftragte der ETH-Präsident Heinrich Ursprung Koller mit der Schaffung des Studiengangs Umweltnaturwissenschaften. Es sollte ein breites, verschiedene Disziplinen integrierendes Angebot geschaffen werden, der Einsicht folgend, dass sich Umweltprobleme dieser Dimension nicht aus einer rein disziplinären Optik verstehen und schon gar nicht lösen liessen, sondern dass nur ein Zusammengehen von natur- und sozialwissenschaftlichen Disziplinen die Umweltwissenschaften voranbringe.

## Mitgliedschaften und Auszeichnungen
- 1979 Cloëtta-Preis
- 1981 Scholar of the Johns Hopkins University
- 1985 Mitglied der European Molecular Biology Organization (EMBO)

## Publikationen (Auswahl)
- Wirkungen zentral stimulierender Pharmaka auf die elektrische Aktivität der Netzhaut und des corticalen Sehzentrums. Diss. med. Basel, 1961.